# Archivio di Filosofia
Archivio di Filosofia è una storica rivista scientifica di filosofia e storia della filosofia, con taglio decisamente rivolto verso tematiche di filosofia della religione, ermeneutica, teologia razionale, fenomenologia, filosofia dell'arte. Fondata da Enrico Castelli nel 1931, come organo della Società Filosofica Italiana, diventa, a partire dal 1939, la rivista dell'Istituto di studi filosofici, fondato da Castelli nello stesso anno. 

## Storia editoriale
Dal 1931 al 1944, la rivista esce in fascicoli miscellanei, su temi che vanno dalla storia della filosofia al rapporto tra filosofia e scienza. Nel 1945 l'Archivio muta impostazione editoriale, presentando fascicoli monografici provvisti di titolo, con cadenza quadrimestrale.
A partire dal 1949 la rivista pubblica studi di Umanesimo e Rinascimento, legandosi all'attività del Centro Internazionale di Studi Umanistici, fondato nello stesso anno da Castelli, che ne assume anche la carica di presidente. Tra gli anni cinquanta e sessanta, grazie alla collaborazione con Eugenio Garin, nella rivista saranno pubblicati testi inediti o rari del XIV-XVI secolo. 
Negli anni settanta l'Archivio pubblica gli atti dei «Colloqui Castelli», una serie di convegni sui temi della demitizzazione e dell'ermeneutica, a cui partecipano filosofi di rilievo internazionale. Dopo la morte di Enrico Castelli nel 1977, la direzione della rivista passa al suo allievo Marco Maria Olivetti, che prenderà anche il suo posto come professore di Filosofia della Religione all'Università di Roma.

### Annate
Di seguito i fascicoli dell'«Archivio di Filosofia» pubblicati tra il 1945 e il 1996:
- La crisi dei valori - 1945, pp. 176.
- Il esistenzialismo - 1946, pp. 240
- Il problema dell’immortalità - 1946, pp. 184.
- Leibniz - 1947, pp. 108.
- Umanesimo e machiavellismo - 1949, pp. 208.
- Esistenzialismo cristiano - 1949, pp. 160
- Filosofia e linguaggio - 1950, pp. 132
- Il Solipsismo. Alterità e comunicazione - 1950, pp. 148.
- Testi umanistici inediti sul «De Anima» - 1951, pp. 228.
- Fenomenologia e sociologia - 1951, pp. 144.
- Il compito della metafisica - 1952, pp. 130.
- Filosofia e psicopatologia - 1952, pp. 190.
- Filosofia dell’arte - 1953, pp. 246.
- Kierkegaard e Nietzsche - 1953, pp. 282.
- Testi umanistici su la retorica - 1953, pp. 160.
- La filosofia della storia della filosofia - 1954, pp. 216
- Apocalisse e Insecuritas - 1954, pp. 186.
- Testi umanistici sull’ermetismo - 1955, pp. 164
- Studi di filosofia della religione - 1955, pp. 240.
- Semantica - 1955, pp. 436.
- Metafisica ed esperienza religiosa - 1956, pp. 300.
- Filosofia e simbolismo - 1956, pp. 310, tav. fuori testo I.
- Il compito della fenomenologia - 1957, pp. 278.
- La filosofia dell’arte sacra - 1957, pp. 212.
- Il tempo - 1958, pp. 252.
- Umanesimo e simbolismo - 1958, pp. 320, tav fuori testo XXXII
- Tempo e eternità - 1959, pp. 200.
- La diaristica filosofica - 1959, pp. 256.
- Husserliana. Tempo e intenzionalità - 1960, pp. 204.
- Umanesimo e esoterismo - 1960, pp. 448, tav fuori testo XXIII.
- Il problema della demitizzazione - 1961, pp. 336.
- Filosofia della alienazione e analisi esistenziale - 1961, pp. 250.
- Demitizzazione e immagine - 1962, pp. 352.
- Pascal e Nietzsche - 1962, pp. 218.
- Ermeneutica e tradizione - 1963, pp. 450.
- Umanesimo e ermeneutica - 1963, pp. 164.
- Tecnica e casistica - 1964, pp. 373.
- Cusano e Galileo - 1964, pp. 128.
- Demitizzazione e morale - 1965, pp. 440
- Surrealismo e simbolismo - 1965, pp. 156.
- Logica e analisi - 1966, pp. 104.
- Mito e fede - 1966, pp. 586.
- Filosofia e informazione - 1967, pp. 152.
- Il mito della pena - 1967, pp. 484.
- Il problema della domanda - 1968, pp. 176.
- Il ermeneutica della libertà religiosa - 1968, pp. 646.
- Campanella e Vico - 1969, pp. 204.
- Analisi del linguaggio teologico. Il nome di Dio - 1969, pp. 552.
- Il senso comune - 1970, pp. 188.
- Il infallibilità. L'aspetto filosofico e teologico - 1970, pp. 628.
- Ermeneutica e escatologia - 1971, pp. 294.
- Rivelazione e storia - 1971, pp. 260.
- Significato e previsione - 1971, pp. 204.
- La testimonianza - 1972, pp. 536.
- Informazione e testimonianza - 1972, pp. 158.
- Il simbolismo del tempo. Studi di filosofia dell’arte - 1973, pp. 188, ili. f.t. 76.
- Demitizzazione e ideologia - 1973, pp. 596.
- La filosofia della storia della filosofia. I suoi nuovi aspetti - 1974, pp. 348.
- Il sacro. Studi e ricerche - 1974, pp. 494.
- Prospettive sul sacro - 1975, pp. 236.
- Temporalità e alienazione - 1975, pp. 496.
- Schelling - 1976, pp. 186.
- Ermeneutica della secolarizzazione - 1976, pp. 504.
- Prospettive sulla secolarizzazione - 1977, pp. 148.
- Ermeneutica della filosofia della religione - 1977, pp. 486.
- Lo spinozismo ieri e oggi  - 1978, pp. 410.
- Religione e politica  - 1978, pp. 414.
- Indici degli Atti dei convegni romani sulla demitizzazione e l'ermeneutica (1961-1977) - 1979, pp. 296.
- Il pubblico e il privato - 1979, pp. 280.
- Esistenza Mito Ermeneutica - 1980 (2 vol.), pp. 448, 506.
- Filosofia e religione di fronte alla morte - 1981, pp. 564.
- Nuovi studi di filosofia della religione - 1982, pp. 352.
- Indici 1931-1981 - 1982, pp. 210.
- Neoplatonismo e religione - 1983, pp. 480.
- Schleiermacher - 1984, pp. 652.
- Ebraismo Ellenismo Cristianesimo - 1985 (2 voli.), pp. 392, 484.
- Intersoggettività Socialità Religione - 1986, pp. 812.
- Etica e pragmatica - 1987, pp. 508.
- Teodicea oggi? - 1988, pp. 724.
- La recezione italiana di Heidegger - 1989, pp.xii-672.
- L'argomento ontologico - 1990, pp. 796.
- Studi di filosofia tedesca - 1991, pp. 424.
- Religione, Parola, Scrittura - 1992, pp. 600.
- La storia della filosofia ebraica - 1993, pp. xvi-548.
- Filosofia della rivelazione - 1994, pp. 994.
- Trascendenza Trascendentale Esperienza - 1995, pp. 600.
- Filosofia della religione tra etica e ontologia - 1996, pp. 896